# Kip Janvrin
Kip Janvrin (* 8. Juli 1965 in Guthrie Center) ist ein ehemaliger US-amerikanischer Zehnkämpfer.
1995 siegte er bei den Panamerikanischen Spielen in Mar del Plata.
Bei den Olympischen Spielen 2000 in Sydney belegte er den 21. Platz und bei den Leichtathletik-Weltmeisterschaften 2001 in Edmonton den 17. Platz. 
2001 wurde er US-Meister.

## Persönliche Bestleistungen
- Zehnkampf: 8345 Punkte, 22. Juni 1996, Atlanta (mit übermäßiger Windunterstützung: 8462 Punkte, 18. Juli 1996, Edwardsville)
- Siebenkampf (Halle): 5839 Punkte, 3. März 2001, Atlanta